# 小营镇 (滦平县)
小营镇，是中华人民共和国河北省承德市滦平县下辖的一个镇，原名小营满族乡，2021年4月23日撤乡设镇。

## 行政区划
小营镇下辖以下地区：
小营村、马剑沟门村、哈叭沁村、外铺村、铁马村、二道沟门村、闫庄村、二道湾子村、瓦房村和付营村。